# Жартуєте?
«Жартуєте?» (рос. «Шутите?») — радянська кінокомедія з трьох новел випускників ВДІКу, випущена у 1971 році.

## Сюжет
Комедія про радянське життя початку 1970-х років у трьох новелах. Студенти гостюють в селі і збирають народні частівки і гумор сільських жителів, але в хаті, де зупинилися гості, тече дах і дуже холодно… Голова колгоспу заспівав студентам смішну частівку і запропонував побудувати теплу грубку в хаті для гостей. Цю роботу доручили 15-річному бовдуру та хвалькові. А що з цього вийшло — здивувало всіх.

## У ролях
Кіноновела «Жартуєте?»
- Михайло Кононов —  Кирило, студент
- Валерій Рижаков —  Анатолій, студент
- В'ячеслав Бурмістров —  Гришка, хвалько
- Петро Шелохонов —  Голова колгоспу
- Валентина Ковель —  колгоспниця
- Віктор Іллічов —  Вася

Кіноновела «Інакше ми пропали»
- Євген Уткін —  Сергєєв
- Євген Сушков —  Павловський
- В'ячеслав Черняєв —  учень
- Лев Лемке —  Сергій Кузьмич
- Віктор Сергачов —  вчитель на прізвисько «Циркуль»
- Михайло Іванов —  директор школи

Кіноновела «Вандербуль біжить за обрій»
- Петро Меркур'єв —  батько
- Борис Чирков —  старий
- Вадим Самсонов —  Генка
- Віолетта Жухимович —  мама
- Людмила Чурсіна —  акторка
- Станіслав Соколов —  міліціонер
- Ольга Богданова —  Люська

## Знімальна група
- Режисери — Микола Кошелєв, Валентин Морозов, Валерій Чечунов, Ігор Шешуков
- Сценаристи — Микола Кошелєв, Валентин Морозов, Радій Погодін, Валерій Попов, Валерій Чечунов
- Оператори — Володимир Васильєв, Олексій Гамбарян, Валентин Сидорін
- Композитори — Микола Мартинов, Надія Симонян
- Художники — Георгій Кропачов, Лариса Шилова, Юрій Куликов